# Dundee Football Club
El Dundee Football Club és un club de futbol de la ciutat de Dundee (Escòcia). Va ser fundat el 1893 amb la fusió de dos equips locals, el Dundee Our Boys i el Dundee East End. Es traslladà a l'estadi de Dens Park el 1899. El seu primer gran títol fou la Copa del 1910. El 1961/62 guanyà la lliga d'Escòcia.

## Palmarès
- Lliga escocesa de futbol (1): 1961-62
- First Division (3): 1978-79, 1991-92, 1997-98
- Second Division (1): 1946-47
- Copa escocesa de futbol (1): 1909-10
- Copa de la Lliga escocesa de futbol (3): 1951-52, 1952-53, 1973-74
- Scottish Challenge Cup (1): 1990-91
- Evening Telegraph Challenge Cup (1): 2006

## Jugadors destacats
- Bobby Mann
- Dariusz Adamczuk
- Javier Artero
- Ivano Bonetti
- John Brown
- Craig Burley
- Fabián Caballero
- Claudio Caniggia
- Luis Alberto Carranza
- Bobby Cox
- Doug Cowie
- Jim Duffy
- Hughie Ferguson
- Cammy Fraser
- Tommy Gemmell
- Alan Gilzean
- Bobby Glennie
- Jimmy Guthrie
- Jonay Hernández Santos
- Temuri Ketsbaia
- Zurab Khizanishvili
- Albert Kidd
- Neil McCann
- George Mclean
- Giorgi Nemsadze
- Nacho Novo
- Andy Penman
- Fabrizio Ravanelli
- Brent Sancho
- Juan Sara
- Bobby Seith
- Eric Sinclair
- Barry Smith
- Gordon Smith
- Billy Steel
- Steven Tweed
- Ian Ure
- Fan Zhiyi

## Entrenadors
Des de 1928
| - Jimmy Bisset (1928 - 1933) - Billy McCandless (1933 - 1937) - Andy Cunningham (1937 - 1940) - George Anderson (1944 - 1954) - Willie Thornton (1954 - 1959) - Bob Shankly (1959 - 1965) - Sammy Kean (temporal) (1965 - 1965) - Bobby Ancell (1965 - 1968) - John Prentice (1968 - 1972) - David White (1972 - 1977) - Tommy Gemmell (1977 - 1980) - Don Mackay (1980 - 1984) - Archie Knox (1984 - 1986) | - Jocky Scott (1986 - 1988) - Dave Smith (1988 - 1989) - Gordon Wallace (1989 - 1991) - John Blackley (temporal) (1991-1991) - Iain Munro (1991 - 1992) - Simon Stainrod (1992 - 1993) - Jim Duffy (1993 - 1996) - John McCormack (1997 - 1998) - Jocky Scott (1998 - 2000) - Ivano Bonetti (2000 - 2002) - Jim Duffy (2002 - 2005) - Alan Kernaghan (2005 - 2006) - Alex Rae (2006 - present) |